# Pablo Enrique García
Pablo Enrique García Valencia (Bogotá; 18 de febrero de 1968) es un oficial general y piloto de combate de la Fuerza Aérea Colombiana. Fue designado por el gobierno de Iván Duque entre junio y agosto de 2022 como Comandante de la Fuerza Aérea Colombiana.
García ingresó a la Fuerza Aérea Colombiana en enero de 1985 y se graduó como oficial piloto el 1 de diciembre de 1987, tras su paso por la Escuela Militar de Aviación Marco Fidel Suárez en Cali.
Como piloto militar cuenta con más de 7.000 horas de vuelo y ha volado en aeronaves Cessna T-41 Mescalero, Beechcraft T-34 Mentor, Lockheed T-33, FMA IA-58 Pucará, Douglas AC-47T Spooky, Embraer A-29 Super Tucano, CASA C-212 Aviocar, Dornier 328, Douglas C-47 Skytrain y Boeing 727. También se ha calificado como Instructor de Vuelo en aeronaves North American OV-10 Bronco, Embraer T-27 Tucano, Dornier 328 y Dassault Mirage 5.

## Mandos
Adicionalmente a sus actividades de piloto, García se ha desempeñado, entre otros, como Comandante del Escuadrón Mirage 5, Comandante de los Grupos de Combate 31 y 61, Segundo Comandante del Comando Aéreo de Combate No. 3, Comandante del Comando Aéreo de Combate No. 3, Coordinador General del Proyecto Sistema Defensa Aérea Nacional, Agregado Aéreo de la Embajada de Colombia en Washington D. C., Estados Unidos de América, Jefe de Estado Mayor del CCOES, Comandante del Comando Aéreo de Combate No. 1, Comandante de Operaciones Aéreas FAC, Segundo Comandante y Jefe del Estado Mayor de la Fuerza Aérea Colombiana, desde el 9 de enero de 2020 al 10 de junio de 2022.

## Condecoraciones
Entre sus reconocimientos y distinciones posee 36 condecoraciones y 19 distintivos, entre los cuales se destacan tres veces Servicios Distinguidos en Operaciones de Orden Público contra Grupos Terroristas, dos veces a la Consagración Académica Francisco José de Caldas, al obtener primer puesto en los cursos de ascenso, así como también la Medalla Militar "Francisco José de caldas" al Esfuerzo, la Cruz de la Fuerza Aérea al Mérito Aeronáutico Gran Oficial, Oficial y Comendador, medallas de Servicios Distinguidos en Orden Público primera, segunda y tercera vez, la Medalla Militar "Francisco José de Caldas a la Consagración, medallas por sus 15, 20, 25 y 30 años de servicio militar, la Medalla Militar Águila de Gules, Orden del Mérito Militar "Antonio Nariño" Comendador, Orden al Mérito Coronel "Guillermo Fergusson" Oficial, Medalla Militar Servicios Distinguidos al Cuerpo Logístico y Administrativo, Medalla Militar "Al Mérito de la Reserva", Medalla Militar Marco Fidel Suárez Especial, Medalla Militar Fe en la Causa de la Fuerza Aérea Colombiana Única, Medalla Militar Servicios Distinguidos a la Inteligencia Aérea, Medalla Militar Servicios Distinguidos a la Defensa Aérea y Navegación Aérea Única, Medalla Militar Servicios Distinguidos en Operaciones Especiales primera vez, Medalla Militar Cruz de Plata en Operaciones Especiales, Orden de Boyacá Gran Oficial, Medalla Militar Fe en la Causa del CGFM Extraordinaria, Medalla Militar Servicios distinguidos a la Seguridad y Defensa de Bases Aéreas, Distintivo Operación Colombia.